# Джефф Фаулер
Джефф Фаулер (англ. Jeff Fowler; нар. 1978, Нормал, Іллінойс, США) — американський кінорежисер, сценарист, аніматор і художник з візуальних ефектів. Він був номінований на премію Оскар за найкращий анімаційний короткометражний фільм як сценарист і режисер короткометражного анімаційного фільму «Gopher Broke». Його театральний режисерський дебют відбувся у фільмі «Їжак Сонік», який вийшов у 2020 році.